# Sea Wolf (зенитный ракетный комплекс)

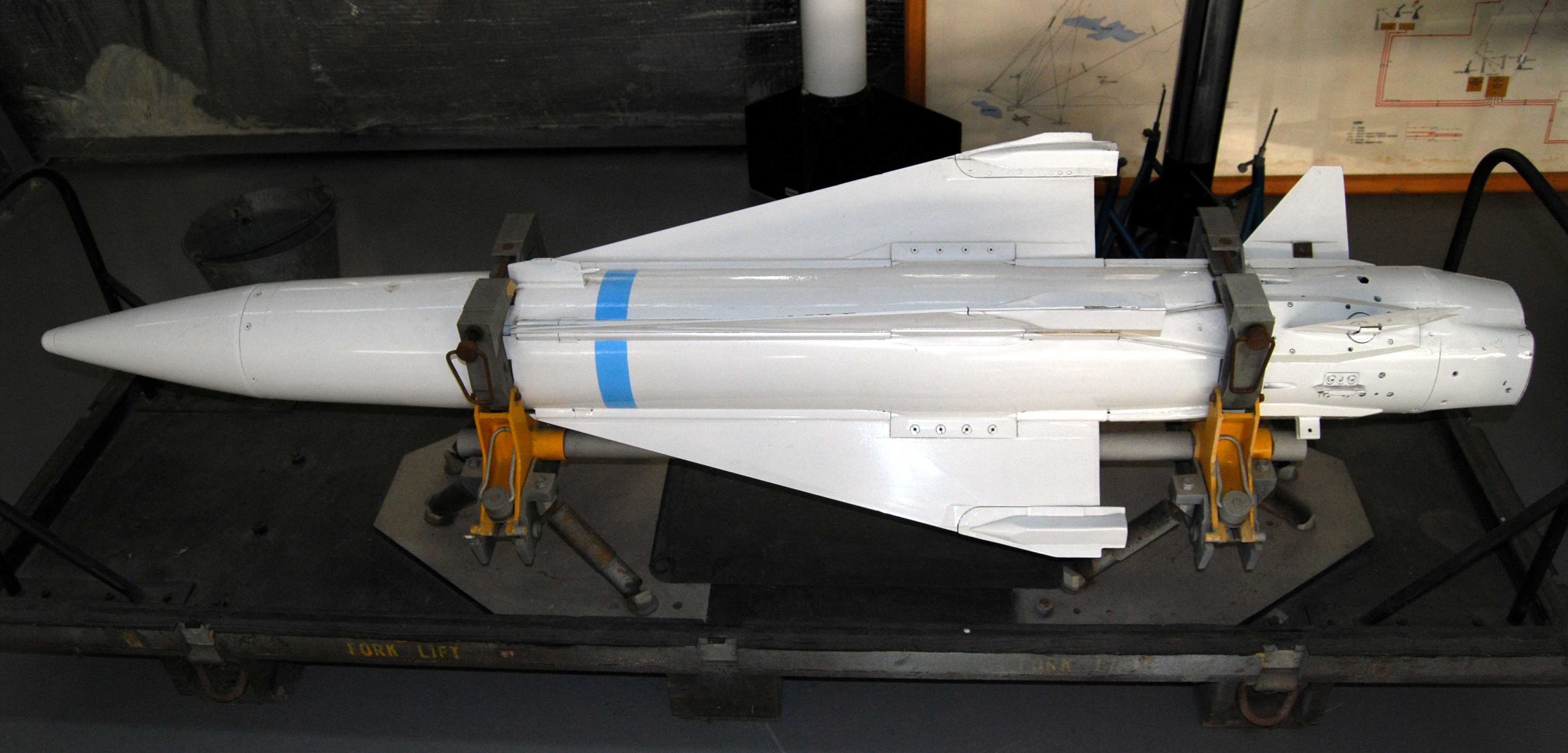
Ракета «Сивулф» в авиационном музее Аделаиды (Австралия)

«Сиву́лф» (англ. Sea Wolf — «морской волк», индекс на стадии разработки PX430) — зенитный ракетный комплекс ближнего радиуса действия английской компании British Aircraft Corporation (современное название — MBDA). Разработан как средство самозащиты надводных кораблей от самолётов и низколетящих противокорабельных ракет. Выпускается в двух вариантах: GWS-25 с пусковой установкой контейнерного типа (англ. Conventionally Launched Sea Wolf, CLSW) и GWS-26 c установкой вертикального пуска (англ. Vertically Launched Sea Wolf, VLSW).
Состоит на вооружении ВМС Великобритании (c 1979 года), Бразилии, Чили, Малайзии.
Способен поражать цели, летящие со скоростью около 2М на больших и малых высотах в зоне до 10 км. Время реакции на угрозу 5-6 с.
Система полностью автоматизирована от момента обнаружения цели до её перехвата.

## История
ЗРК «Сивулф» разрабатывался в качестве замены дозвуковым зенитным ракетам «Сикэт». Контракт на разработку ракеты под индексом PX430 был заключён с корпорацией British Aircraft Corporation в июне 1967 года. Разработке «Сивулфа» в значительной степени поспособствовало потопление 21 октября 1967 года эскадренного миноносца ВМС Израиля «Эйлат» единовременным залпом противокорабельных ракет «Термит» с ракетного катера проекта 183-Р ВМС Египта в ходе послевоенной напряжённости, возникшей по итогам Третьей арабо-израильской войны, — британские военно-морские наблюдатели были поражены появлением у ВМФ СССР и флотов стран просоветской ориентации ракет такого класса, что ставило вопрос о разработке эффективных средств защиты кораблей от них.
Разработка твердотопливного ракетного двигателя велась под руководством Королевского ракетно-двигательного института в Уэсткотте, Бакингемшир, Юго-Восточная Англия. Серия запусков ракет (болванок) без системы наведения для проверки работы ракетных двигателей проводилась в начале 1970-х гг. Первые успешные испытания управляемого прототипа были проведены в 1973 году, когда впервые была поражена и уничтожена воздушная цель. В конце 1974 года прошли стрельбовые испытания по сверхзвуковой воздушной цели, летящей со скоростью M2 (ок. 2470 км/ч)

## Задействованные структуры
В разработке и производстве ракет и сопутствующего оборудования были задействованы следующие структуры:
- Радиолокационная импульсно-доплеровская станция обнаружения целей и контроля воздушной обстановки Type 967 — Marconi Radar Systems Ltd[англ.], Челмсфорд, Эссекс, Восточная Англия;[1]
- Центральный цифровой вычислительный комплекс FM 1600B — Ferranti Semiconductor Ltd, Чаддертон, Большой Манчестер, Северо-Западная Англия;[1]
- Вращающаяся пусковая установка Mk 25 — Vickers-Armstrongs Ltd, Вейбридж, Суррей, Юго-Восточная Англия;[2]
- Установка вертикального пуска Mk 26 — Imperial Metal Industries Ltd, Виттон, Уэст-Мидлендс, Западный Мидленд (разработка); Vickers-Armstrongs Ltd, Вейбридж, Суррей, Юго-Восточная Англия (производство);
- Неконтактный взрыватель — Electric & Musical Industries, Ltd, Хайес, Мидлсекс, Большой Лондон.[2]

До 1995 года произведено 900 ракет «Сивулф» стоимостью около 300 тыс. долл. каждая (цены начала 1990-х годов). В период 1995—2000 годы — более 1000 ракет
.

## Описание базового варианта
Базовый вариант ЗРК (GWS-25 mod 0, с ПУ контейнерного типа) включает:
- РЛС обнаружения воздушных целей 967 (диапазон 1—2 ГГц);
- РЛС обнаружения надводных целей 968 (диапазон 2—3 ГГц);
- Две РЛС сопровождения целей 910 (диапазон 8—20 ГГц);
- Телевизионную систему слежения за ракетой и целью;
- Центральный процессор FM-1600В;
- Передатчик команд управления;
- Пульты операторов;
- Систему управления огнём;
- Две 6-контейнерные пусковые установки с ручным перезаряжанием (вес с ракетами — 3500 кг каждая);
- Магазин для хранения ракет;
- Ракеты.

Базовый вариант оказался достаточно громоздким и предназначался для установки на кораблях водоизмещением от 2500 т. Им оснащались Фрегаты типа 22 серии 1 («Бродсуорд»). На остальных фрегатах (серии 2 и 3) устанавливался вариант GWS-25 mod 3, который использовал центральный процессор FM-1600E и РЛС сопровождения цели 911. Вариант mod 3, благодаря его лёгкости и компактности мог устанавливаться на кораблях водоизмещением от 1000 т.
Две пусковые установки содержали 12 готовых к пуску ракет. Кроме того, на фрегатах серии 1 в магазине имелось дополнительно 48, а на фрегатах серий 2 и 3 — 60 ракет (2 магазина по 30), которые устанавливались в ПУ вручную. Перезарядка ракет в походных условиях возможна только при спокойном море.
В системе применяются две РЛС сопровождения, которые обеспечивают одновременный обстрел двух целей.
РЛС 967 обеспечивает обнаружение и определение курса и скорости цели с ЭПР 10 м² на расстоянии 70 км, с ЭПР 0,2 м² — на расстоянии 10 км. Центральный процессор ранжирует цели по степени их опасности, выбирает очерёдность обстрела целей, назначает для обстрела цели носовую или кормовую пусковую установку, определяет оптимальный угол прицеливания. Не маневрирующие цели обстреливаются одиночной ракетой, маневрирующие — залпом из двух ракет. Наведение радиокомандное по линии визирования. Сопровождение цели осуществляется РЛС 910/911, положение ракеты определяется по сигналу бортового ответчика. Координаты ракеты и цели определяются 100 раз в секунду. Для низколетящих целей, где радиосопровождение неэффективно, предусмотрена телевизионная система слежения.
В задней части консолей ракеты расположены четыре антенны. Две из них передают информацию на РЛС, две другие — принимают радиокоманды. Боевая часть ракеты содержит два взрывателя — контактный взрыватель ударникового типа и неконтактный радиолокационный взрыватель

## Вариант с установкой вертикального пуска
По опыту англо-аргентинского конфликта ЗРК «Сивулф» подвергся глубокой модернизации, в результате которой появился вариант GWS-26, отличия которого от базового варианта следующие:
- Вместо установок контейнерного типа применена установка вертикального пуска на 32 ракеты;
- Ракеты получили стартовый ускоритель, который увеличил дальность стрельбы до 10 км;
- Система оснащена более мощным процессором F2420;
- Система оснащена новой РЛС сопровождения ST1802SW.

## Другие варианты

### Sea Wolf VM40
Облегченный вариант системы, разработанный BAe и Hollandse Signaalapparaten (HSA). В системе используется радар сопровождения цели HSA STIR и 4-контейнерная пусковая установка на основе ПУ Sea Cat. Пусковая установка либо с автоматическим заряжанием, либо со сменными контейнерами: одноразовыми пластиковыми или многоразовыми металлическими.

### Sea Wolf GWS-27
ЗРК с установкой вертикального пуска, разработанный в инициативном порядке фирмами BAe и Marconi. Работает по принципу «выстрелил и забыл». Обладает высокой устойчивостью к средствам электронного противодействия. Наведение по линии визирования или с инерционным автопилотом на маршевом участке.

## Тактико-технические характеристики
Источник данных.
- Дальность действия
  - GWS-25 — 6,4 км (7000 ярдов)
  - GWS-26 — 10,1 км (11 000 ярдов)
- Диапазон высот перехвата — 5-3000 м (15-10 000 футов)
- Вероятность поражения цели одной ЗУР — 0,85
- Длина ракеты
  - GWS-25 — 1,91 м (6,25 фута)
  - GWS-26 — 3,0 м
- Диаметр корпуса ракеты — 0,18 м (7,1 дюйма)
- Размах крыльев — 0,56 м (22 дюйма)
- Стартовый вес
  - GWS-25 — 79,8 кг (176 фн)
  - GWS-26 — 140 кг
- Максимальная скорость ракеты — более 2 М
- Боевая часть — осколочно-фугасная
  - вес — 13,4 кг (29,5 фн)

## Установки на кораблях

### GWS-25 (ПУ контейнерного типа)

Пуск ракеты «Сивулф» из ПУ контейнерного типа фрегата «Корнуолл»

ЗРК «Сивулф» с установками контейнерного типа состоят на вооружении Великобритании, Чили, и Бразилии.
Великобритания :
- 4 фрегата типа 22 серия 3, по одной 6-контейнерной пусковой установке на носу и корме. Контейнеры перезаряжаются вручную, боезапас 72 ракеты.

Бразилия :
- 4 фрегата типа 22 серия 1, купленные у Великобритании (по одной 6-контейнерной пусковой установке на носу и корме).

Чили :
- 1 фрегат типа 22 серия 2, купленный у Великобритании (по одной 6-контейнерной пусковой установке на носу и корме).

| Корабли                                                 | Водоиз- мещение, т | Кол-во единиц в строю | Количество ячеек | Количество ячеек | Примечание                                                        |                |
| Корабли                                                 | Водоиз- мещение, т | Кол-во единиц в строю | Носо- вая ПУ     | Кормо- вая ПУ    | Примечание                                                        |                |
| Великобритания                                          | Великобритания     | Великобритания        | Великобритания   | Великобритания   | Великобритания                                                    | Великобритания |
| ------------------------------------------------------- | ------------------ | --------------------- | ---------------- | ---------------- | ----------------------------------------------------------------- | -------------- |
| Фрегаты типа 22 (серия 3)                               |                    |                       |                  |                  |                                                                   |                |
| F99 Cornwall F85 Cumberland F86 Campbeltown F87 Chatham | 5300               | 4                     | 6                | 6                |                                                                   |                |
| Чили                                                    |                    |                       |                  |                  |                                                                   |                |
| Фрегаты типа 22 (серия 2)                               |                    |                       |                  |                  |                                                                   |                |
| FF-19 Almirante Williams                                | 4800               | 1                     | 6                | 6                | ex-F96 Sheffield                                                  |                |
| Бразилия                                                |                    |                       |                  |                  |                                                                   |                |
| Фрегаты типа 22 (серия 1)                               |                    |                       |                  |                  |                                                                   |                |
| F46 Greenhalgh F49 Rademaker F47 Dodsworth F48 Bosísio  | 4400               | 4                     | 6                | 6                | ex-F88 Broadsword ex-F89 Battleaxe ex-F90 Brilliant ex-F91 Brazen |                |
| Корабли в строю, «Сивулф» демонтирован — Румыния        |                    |                       |                  |                  |                                                                   |                |
| Фрегаты типа 22 (серия 2)                               |                    |                       |                  |                  |                                                                   |                |
| F222 Regina Maria F221 Regele Ferdinand                 | 4800               | 2                     | -                | -                | ex-F95 London ex-F98 Coventry                                     |                |
| Корабли списаны — Великобритания                        |                    |                       |                  |                  |                                                                   |                |
| Фрегаты типа 22 (серия 2)                               |                    |                       |                  |                  |                                                                   |                |
| F92 Boxer F93 Beaver F94 Brave                          | 4800               | —                     | 6                | 6                |                                                                   |                |

Три фрегата типа 22 серия 2 в настоящее время списаны, на двух фрегатах, купленных Румынией, «Сивулф» демонтирован.

### GWS-26 (ПУ вертикального пуска)

Пуск ракеты «Сивулф» из УВП фрегата «Портланд»

ЗРК «Сивулф» с установками вертикального пуска ракет состоят на вооружении Великобритании, Чили, Малайзии и Брунея.
Великобритания :
- 13 фрегатов типа 23, в носовой части которых установлены 8 модулей УВП по 4 ракеты в каждом (всего 32 ракеты).

Чили :
- 3 фрегата типа 23, купленные у Великобритании (8 модулей УВП в носовой части корабля, всего 32 ракеты).

Малайзия :
- 2 фрегата типа «Лекю», 4 модуля УВП в носовой части корабля, всего 16 ракет).

Бруней :
- 3 корвета типа «Находа Рагам» (англ. Nakhoda Ragam class corvette), 4 модуля УВП в носовой части корабля, всего 16 ракет.

| Корабли | Водоиз- мещение, т | Кол-во единиц в строю | Количество ячеек | Количество ячеек | Примечание                                         |                |
| Корабли | Водоиз- мещение, т | Кол-во единиц в строю | Носо- вая УВП    | Кормо- вая УВП   | Примечание                                         |                |
| Великобритания | Великобритания     | Великобритания        | Великобритания   | Великобритания   | Великобритания                                     | Великобритания |
| --- | ------------------ | --------------------- | ---------------- | ---------------- | -------------------------------------------------- | -------------- |
| Фрегаты типа 23 |                    |                       |                  |                  |                                                    |                |
| F231 Argyll F229 Lancaster F234 Iron Duke F235 Monmouth F236 Montrose F237 Westminster F238 Northumberland F239 Richmond F82 Somerset F81 Sutherland F78 Kent F79 Portland F83 St. Albans | 4500               | 13                    | 32               |                  |                                                    |                |
| Чили |                    |                       |                  |                  |                                                    |                |
| Фрегаты типа 23 |                    |                       |                  |                  |                                                    |                |
| FF05 Almirante Cochrane FF06 Almirante Condell FF07 Almirante Lynch | 4500               | 3                     | 32               |                  | ex-F230 Norfolk ex-F233 Marlborough ex-F80 Grafton |                |
| Малайзия |                    |                       |                  |                  |                                                    |                |
| Фрегаты типа Lekiu |                    |                       |                  |                  |                                                    |                |
| 29 Jebat 30 Lekiu | 2300               | 2                     | 16               |                  |                                                    |                |
| Бруней |                    |                       |                  |                  |                                                    |                |
| Корветы типа Nakhoda Ragam |                    |                       |                  |                  |                                                    |                |
| Nakhoda Ragam Bendhara Sakam Jerambak | 1950               | 3                     | 16               |                  |                                                    |                |

## Опыт боевого применения
Хорошо проявил себя в британо-аргентинском конфликте — с помощью этого ЗРК было сбито 5 аргентинских самолетов.